# NGC 7072
NGC 7072 est une galaxie spirale intermédiaire (barrée ?) située dans la constellation de la Grue. Sa vitesse par rapport au fond diffus cosmologique est de 4 746 ± 17 km/s, ce qui correspond à une distance de Hubble de 70,0 ± 4,9 Mpc (∼228 millions d'al). NGC 7072 a été découverte par l'astronome britannique John Herschel en 1834.
La classe de luminosité de NGC 7072 est IV et elle présente une large raie HI.

## Groupe d'IC 5105
Selon A. M. Garcia NGC 7072 fait partie du groupe d'IC 5105. Ce groupe de galaxies renferme au moins 19 membres. Les autres galaxies du groupe sont NGC 7057, NGC 7060, NGC 7075, NGC 7087, NGC 7110, NGC 7130, IC 5105, IC 5105A, IC 5128, IC 5139, et huit galaxies du catalogue ESO.
D'autre part, selon Gérard de Vaucouleurs, Antoinette de Vaucouleurs et Harold Corwin, NGC 7072 et NGC 7072A (PGC 66909) forment une paire de galaxies. La distance de Hubble de NGC 7072A est de 70,77 ± 5,06 Mpc (∼231 millions d'al), ce qui confirme qu'il s'agit d'une paire réelle. Cependant, cette galaxie ne fait pas partie de la liste de Garcia, mais il est fort probable qu'elle fasse partie du groupe d'IC 5105.

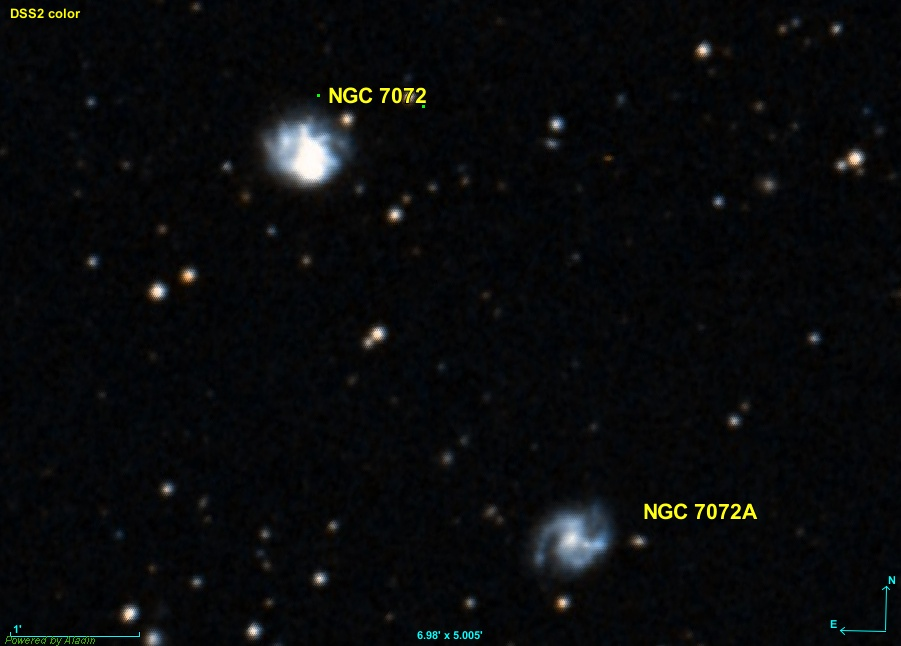
La paire de galaxie NGC 7072 et NGC 7072A.